# Ha Ha You're Dead
«Ha Ha You're Dead» (Ja ja, estás muerto) es una canción de la banda estadounidense de punk rock Green Day publicada en el año 2002 como única canción inédita de su disco recopilatorio de lados B y versiones Shenanigans. Se grabó durante las sesiones para el álbum Nimrod en 1997, pero nunca se lanzó.

## Significado
En esta canción, Mike Dirnt está expresando sus sentimientos hacia una persona que detesta verdaderamente. Está diciendo que ha herido a mucha gente y siempre ha sido una persona repugnante e indigna de respeto. Y ahora está muriendo o simplemente fracasando en algo. Obviamente, Mike está contento de ver que esa persona falla o incluso muere, le ha lastimado tanto que está dispuesto a expresar abiertamente su alegría: "Seré feliz, así que no voy a fingir". Su odio y repugnancia son tan fuertes que superan a toda cortesía y culpabilidad que pudiera impedirle reírse de la tragedia de otra persona, él está diciendo claramente que esta persona merece ser humillada, como él orgullosamente dice "Ja ja, estás muerto".

## Apariciones
Fue lanzada como sencillo promocional en Japón, donde sirvió para promocionar Shenanigans. No fue lanzado video oficial alguno, ni tampoco se le tocó en vivo, por lo cual es un sencillo muy poco promocionado.

## Listado de canciones
| Promo CD |                     |          |  |
| N.º      | Título              | Duración |  |
| 1.       | «Ha Ha You're Dead» | 3:07     |  |